# Max Unger

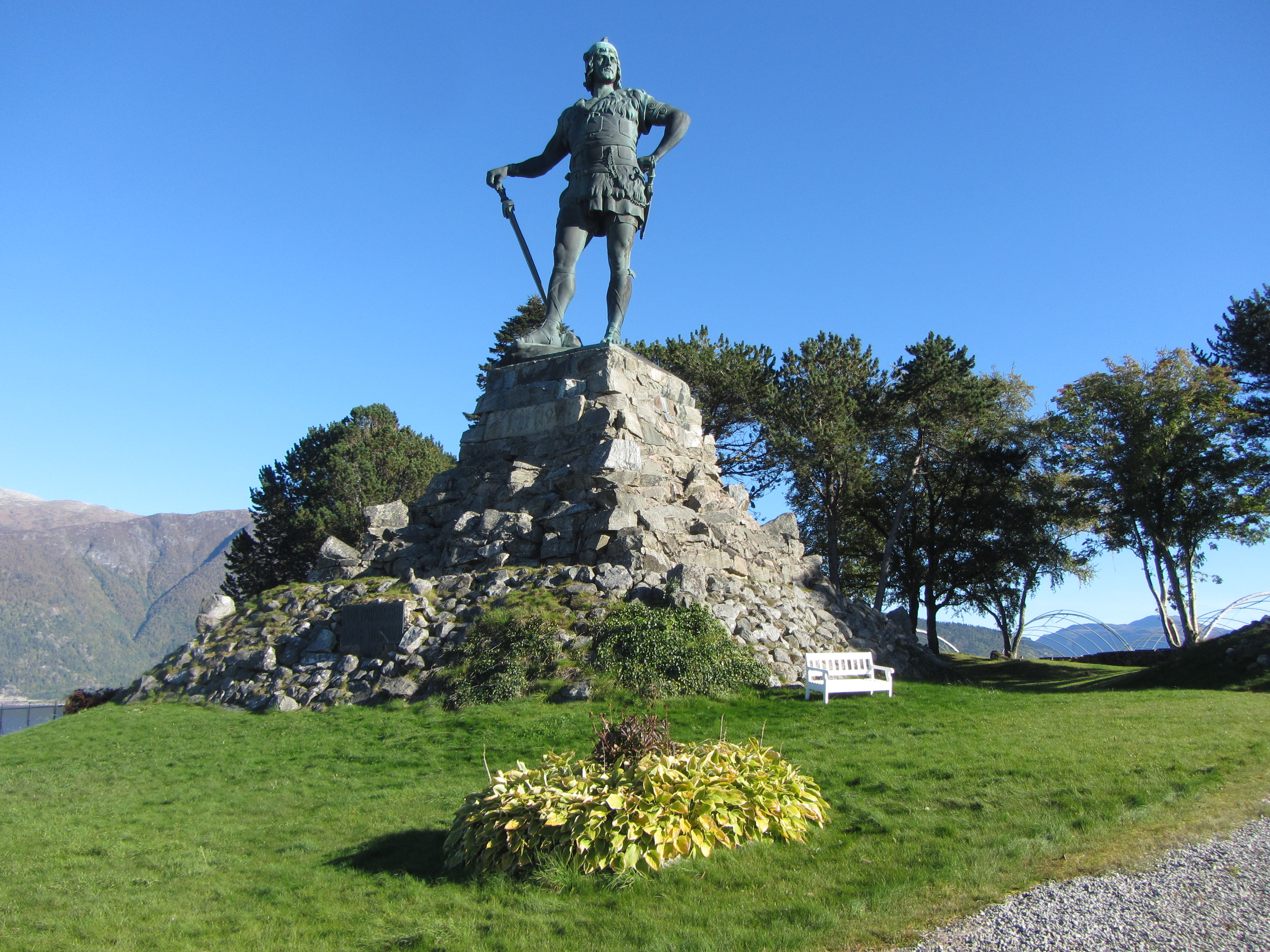
Fridtjof el Bravo; Vik, Noruega.

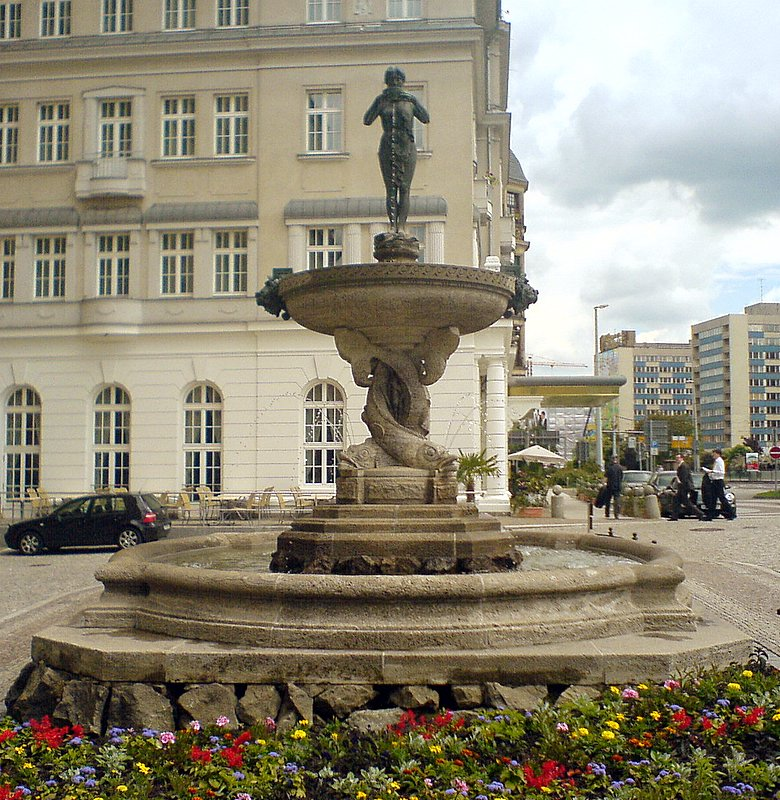
Villersbrunnen, Leipzig.

Max Unger (26 de enero de 1854, Berlín - 31 de mayo de 1918, Bad Kissingen) fue un escultor alemán.

## Biografía
Estudió escultura en la Academia de Artes Prusiana a las órdenes de Fritz Schaper y trabajó en los estudios de Albert Wolff de 1874 a 1875. Después de dos años más de estudios en Italia, estableció su propio taller de estudio en Berlín-Kreuzberg.

## Obras principales destacadas
- 1888: Estatua del Mariscal Príncipe Federico Carlos Nicolás de Prusia, en Fráncfort del Óder.
- 1898: Proyecto en Siegesallee (Avenida de la Victoria), Grupo 2: con el Margrave Otón I de Brandeburgo como la figura central; flanqueado por Sibold (murió c. 1190), primer Abad de la Abadía de Lehnin, y Pribislav-Enrique, último gobernante de la tribu de los Hevelli. Las estatuas fueron vandalizadas poco después de ser dedicadas y gravemente dañadas en la II Guerra Mundial. Ahora están en exposición en la Ciudadela de Spandau.
- 1900: Kaiser Guillermo I, Estatua ecuestre en la Wilhelmsplatz en Fráncfort (Óder).
- 1900: Estatua de Guillermo I en Ulm; originalmente en la plaza del mercado (Marktplatz), desde 1939 en la Olgaplatz.
- 1903: Leipzig, Villersbrunnen (fuente); en honor a Elena de Villers, la última esposa de cierto Herr Dürr (de la firma editorial Dürr & Geibels) quien comisionó la obra. Fue fundida en 1942 y reconstruida en 2003.
- 1913: Estatua de Fridtjof el Bravo en Vangsnes (Vik) en el Sognefjord, Noruega. Fue comisionada por el Kaiser Guillermo II, transportada a Noruega en quince piezas y ensamblada por 100 marineros de la Armada Alemana. Hubo conversaciones para desmantelar la estatua durante ambas guerras mundiales, pero fue permitido que permaneciera. En la actualidad, es de lejos su trabajo más conocido y se ha convertido en un hito local.[1]